# フリードリヒ・シェリング
フリードリヒ・ヴィルヘルム・ヨーゼフ・フォン・シェリング（Friedrich Wilhelm Joseph von Schelling、1775年1月27日 - 1854年8月20日）は、ドイツの哲学者である。フィヒテ、ヘーゲルなどとともにドイツ観念論を代表する哲学者のひとり。

## 生涯
ヴュルテンベルク公国（現在のバーデン＝ヴュルテンベルク州）レーオンベルクで誕生。父はルター派の神学者・東洋学者・教育者であり、シュヴァーベン敬虔主義の支持者だった。シェリングは家庭の知的また宗教的雰囲気に強く影響されて育ち、早熟な天才ぶりをみせる。シュトゥットガルト近郊のニュルティンゲンのラテン語学校、さらにテュービンゲンの一区域であるベーベンハウゼンの学校で学んだシェリングは、10代前半でギリシア語・ラテン語・ヘブライ語に通じた。
1790年、テュービンゲン神学校（テュービンゲン大学の付属機関）に特例により15歳で入学を許された（規定では20歳から入学）。同神学校には2年前、彼より5歳年上のヘーゲル、ヘルダーリンが入学しており、シェリングは寮で二人と同室になった。彼らは、フランス革命に熱狂し、カントに代表される新しい時代の哲学に関心を示し、進歩と自由を渇望し、そして牧師にはならず、思想あるいは文学の道へ進んでいく。そしてこの時期のシェリングが特に傾倒したのは、フィヒテであり、またスピノザであった。卒業後、家庭教師をしながら『悪の起源について』（1792年）『神話について』（1793年）などの哲学著述を続けていた。
1796年、ライプツィヒ大学で自然学の講義を聴講し始める。1798年、同年に著した『世界霊について』がゲーテに認められたことがきっかけとなり、イェーナ大学の助教授に就任する。1799年にはフィヒテがイェーナ大学を辞職し、シェリングは哲学の正教授となった。1800年、ヘーゲルをイェーナ大学の私講師として推挙した。
1802年、シュレーゲルの妻であるカロリーネとの恋愛事件を起こし、さらにイェーナで保守派と対立した。1803年、シュレーゲルと協議離婚したカロリーネを伴ってヴュルツブルクで結婚し、ヴュルツブルク大学に移籍した。1806年にはさらにミュンヘンに移住、バイエルン科学アカデミー総裁に就任した。
ミュンヘンで『人間的自由の本質』を執筆中だった1809年、妻カロリーネが療養先のマウルブロンで死去。シェリングはその後1813年、ゲーテの紹介でパウリーネ・ゴッターと再婚した。
1820年、エアランゲン大学哲学教授となり、さらに1827年、ミュンヘン大学創立に伴い哲学教授に就任。この時期、シェリングはバイエルン王太子マクシミリアンの家庭教師を務め、国政にも参画した。のちにその功績をもって貴族に叙された。
1841年、ベルリン大学哲学教授。1845年、同教授職を辞任した。ベルリン大学より引退した後、シェリングは以後公開の講義を行わなくなった。
1854年8月20日、療養に出かけたスイスのバート・ラガーツで病を悪化させ、家族に見守られて生涯を終えた。

## 思想

### 時期区分
シェリング思想の時期区分には諸説あるが、『人間的自由の本質』（1809年、以下『自由論』と略す）以降を中期または後期思想とみなし、それまでの時期を前期思想と呼ぶのが一般的である。前期思想は、さらに自然哲学期（1797年から1800年頃まで）と同一哲学期（1800年頃から1809年まで）に細分されることが多い。中期思想という区分を立てる場合には、『自由論』『世界諸世代』（1813年）の時期を中期、『神話の哲学』『啓示の哲学』を後期とする。また論者によっては『自由論』を独立した時期とみなすものもある。
後年、1830年代のシェリング自身は自分の前期哲学を消極哲学、後期哲学を積極哲学と呼び、ヘーゲルら他の哲学者は消極哲学にのみ携わっているとみなしている。彼によれば消極哲学は "das Was"「あるものがなんであるか」にのみかかわっており、"das Dass"「あるとはどのような事態であるか」について答えていない。そして彼の後期の営みこそ、後者の問いに答える哲学であるとしている。
シェリングは、終始一貫した特長をもった思想家だったのか、それともクーノー・フィッシャーが「プロテウス・シェリング」と評したように、一貫した核をもたず変転する思想家だったのかは、哲学史上シェリングが注目されるようになって、絶えず問題とされてきた。19世紀後半から20世紀前半における、新カント主義ならびに新ヘーゲル主義の哲学史観においてはその変転が強調されることが多かった。一方、1956年以降のシェリング研究は、むしろ彼の思想の核に一定の関心と問題意識があり、その動径に彼の思想の全展開を考える傾向を示している。
後者の主張によれば、シェリングの思想は古代的なものへの関心と理性的なものへの志向、そして両者の緊張と差異が高次の同一性に支えられているという確信によって特徴付けられている。

### 前期（ - 1809年）

#### 最初期
前期シェリングに大きな影響を及ぼした思想家として、プラトン、カント、フィヒテ、スピノザ、ライプニッツが挙げられる。カントの影響については議論があり、フィヒテを介した影響をより重視する論者と、カントからの直接の影響をより重視する論者に分かれる。
ルター派正統神学の牙城であったテュービンゲン神学校で、シェリングは、友人ヘルダーリンやヘーゲルとともに、むしろ政治および思想上の進歩的動向に共感し、神学からは遠ざかり哲学へと転向する。神学校の監視の下で、当時進行中だったフランス革命に、またカントやフィヒテといった新しい哲学の動向に彼らは刺激され、時にはその言動について学校側から指導を受けることすらあった。神学校在学中のシェリングの著作、修士論文『悪の起源について』（1792年）、『神話について』（1793年）にも彼の非正統派的志向が表れている。
神学校卒業後、シェリングは立て続けに著作を刊行し、注目を集める。この時期シェリングはフィヒテの知識学を知り、フィヒテの紹介者として文壇に登場した。1794年以降、雑誌に『哲学の諸形式』（1794年）、『自我について』（1795年）、『哲学的書簡』などの論文を発表するシェリングは、フィヒテからも公衆からも、フィヒテの忠実な紹介者、支持者と思われていた。

#### 自然哲学期
しかしすでにこのころから、シェリングはスピノザやライプニッツにも関心を示し、フィヒテとは独自の路線を歩みだしつつあった。「ぼくはスピノザ主義者になった」と宣言するヘーゲル宛書簡はよく知られている。また、フィヒテが生涯を通じて、哲学の対象としての自然に関心をもたなかった一方、シェリングの場合は彼が早くから親しんでいた古代哲学、とりわけプラトンの自然観が、その思想の展開に大きく寄与したことが、『ティマイオス草稿』（1794年）などからうかがえる。1796年から1798年、シェリングはライプツィヒに滞在し、同大学の講義を聴講し、当時はまだ「自然学」「自然哲学」などと呼ばれていた当時の自然科学に接した。生物学や化学、物理学について当時最新の知見を得た経験に刺激されたシェリングは、『イデーン』（1797年）をはじめとして自然の形而上学的根拠付けについての著作を精力的に発表する。ここでシェリングの自然哲学の中心概念となるのが有機体である。当時急速に増しつつあった生化学上の知見は、デカルト以来の機械論的自然観に対抗する有機体的自然の観念に注目を集めていた。シェリングは有機体を自然の最高の形態とみなし、それをモデルとして、力学等を含めた自然の全現象を動的な過程として把握する図式を提起しようとした。ここでシェリングの有機体理解に大きく寄与したと思われるのはライプニッツで、『イデーン』には『単子論』への言及が多くなされている。
また神学校卒業後、離れ離れになった仲間とシェリングは、相互に思想的影響を及ぼしあっていた。彼らは文通を交わし、お互いの仕事の進展や新しい着想を伝え合った。そのような思想的交流のひとつの産物として知られるのが、1795年から1796年のある時点にヘーゲルの手で筆記された執筆者不明の草稿、通称『ドイツ観念論の最古の体系計画』である。この草稿に出てくる概念のうち「新しい神話」はシェリングの大著『超越論的観念論の体系』（1800年）でも登場し、また同一哲学期にはシェリング芸術哲学の基本的概念のひとつとなる。

#### 同一哲学期
1801年、研究者によっては1800年に、シェリング哲学の新たな時期がはじまる。無差別同一性 (Identität) を原理とし、絶対者の自己展開の叙述の学として遂行される哲学、いわゆる「同一哲学」である。
ところで研究者によっては同一哲学の端緒に分類される『超越論的観念論の体系』は、フィヒテとシェリングの間に、重大な亀裂を生じせしめるに至った。もともとフィヒテはシェリングの自然哲学への関心を好意的には受け止めていなかったのであるが、いまやシェリングは自然哲学と超越論的哲学を併置する。そのようなシェリングに対し、自然を他我とみなし従って哲学の対象とは原理的にみなさないフィヒテは、シェリングにあてた書簡などでシェリングの哲学理解に危惧を表明した。自著『私の哲学体系の叙述』（1801年）にフィヒテが加えた批判を契機に、シェリングのほうでも次第にフィヒテと自己との哲学的差異を自覚し、両者は完全に決裂する。フィヒテの転居を期にはじまったふたりの文通は1801年をもって止み、シェリングは対話篇『ブルーノ』（1802年）などの公刊著作で暗にフィヒテを批判した。1806年にはシェリングは名指しでフィヒテを批判するようになる。
同一哲学期にも、シェリングは自然哲学に関する著作を続けたが、それに加えて、芸術についての哲学的思索が集中的になされた。すでに『超越論的観念論の体系』で、芸術は超越論的哲学の系列の終極に位置づけられ、「哲学の真のまた永遠の証書であり機関」と呼ばれている。『ブルーノ』『学問論第14講』（1802/1803年夏講義）『芸術の哲学』（1802/1803年冬講義）では、この立場が、同一哲学の理論的前提の上で改めて展開されてくる。観念的なものの系列において、主観的な学、客観的な行為に対し、芸術は観念的なものの絶対的なポテンツとして、「芸術の宇宙において全を展示する」。このような芸術は、実在的な自然に対しては観念的な自然の像として優越性を保ちつつ併置され、また絶対的な哲学に対しては対像としてその完成の姿に予示を与える、いわば人間の最高の精神的所産かつ生産活動として理解される。そのような最高度の芸術は、ただ自然の十分な把握からのみ可能であるとシェリングは考え、古代人がもっていたそして近代人にとっては失われている神話に換わるものとして（シェリングはここで神話の理想的な姿をギリシア神話のうちに見出す）、まだ生み出されていない「新しい神話」を要請する。ここでの新しい神話の内実には諸説があるが、山口和子は、教訓詩としての自然哲学にその可能性をみており、またシェリングが自身そのような自然哲学を完成させる意欲をもっていたとしている（山口和子『未完の神話』晃洋書房）。

#### 同一期への移行：有限性の導出根拠をめぐって
1800年、シェリングは、友人ヘーゲルが私講師としてイェーナ大学で教えるよう推挙した。1800年はまた、ヘーゲルの著書『フィヒテ哲学とシェリング哲学の差異』が刊行された年でもあった。シェリングは『ブルーノ』のなかで、ヘーゲルの就職論文『天体運動論』を全面的に借用している。また二人は1802年から共同で雑誌『哲学批判雑誌』を刊行した。この雑誌は主に自然哲学を扱い、1803年、シェリングがイェーナから転居したことを切っ掛けに廃刊になった。シェリングとヘーゲルの協力関係は、このころをもって終わったと考えられている。
カロリーネと結婚した1804年は、シェリングにとって私生活だけではなく、哲学上の転機の年ともなった。エッシェンマイヤーに「差別／有限性はどのようにして無差別から導出されるのか」と批判されたシェリングは、その問いに答える必要を感じ、『哲学と宗教』（1804年）を著した。そこでは彼の古い関心、「悪の起源の問題」が再び取り上げられており、有限性の生起は、本来同一であるものの頽落 (Abfall) によるとされた（なお、この著作自体の構想は1802年にはすでにあり、本来は『ブルーノ』の第2部として構想されていた。しかしシェリングとしてはなるべく早くこの問題を論じることを必要と感じ、著作を対話編としてではなく散文の論文で発表した）。しかしなぜ頽落が起こるのか、そのことはここでは十全には論じられていない（本著作のこの欠点はツェルトナーらによって指摘されている）。この問題は、1809年の『自由論』で再び大きく取り上げられることになる。
バイエルン王立アカデミーの総裁として、シェリングは、1807年、講演『造形芸術の自然への関係』を行った。この講演で、シェリングは同一哲学に立脚し、当時盛んだったヴィンケルマンの新古典主義的美術観に一定の価値を認めながら、しかし自然であれ古代芸術であり、外的な「死んだ形態」ではなく、そこに形態として現れてくる精神そのもの、「生きた自然」を把握し、表現するべきであると説いた。これは同地では非常に好評を博したが、しかしこの講演の内容を入手したヘーゲルはA・W・シュレーゲル宛て書簡で皮肉を交えた痛烈な批判を行った。少年時代からの二人の友情はいまや終わりに近づいていた。
同じ1807年に刊行されたヘーゲルの『精神現象学』でシェリングの同一哲学が批判された。シェリングにおいて絶対者は同一性にあるとして直観によって把握されるが、ヘーゲルはその無媒介性による把握の妥当性を批判し、むしろ概念による哲学を主張した。研究者によってはここで批判されているのは、シェリングではなくその追随者であるシェリング主義者であるとする（ヘーゲルも同様の釈明をシェリングあて書簡で行っている）が、「ピストルからずどんと飛び出す直観」「すべての牛を黒く塗りつぶす闇夜」などの表現がシェリングとその直観概念に結びつけられており、シェリングはこれを非常に心外に感じた。これをもってテュービンゲン以来の両者の友情は終焉し、以後ヘーゲルはシェリングにとってもっとも重要な論敵のひとりとなった。

### 中・後期（1809年 - ）
1809年に出版された『人間的自由の本質』は、シェリングの思想の大きな転換点とみなされている。
シェリングはこの著作で人間的自由の根拠を問い、悪への積極的な可能性を人間のうちにみる。シェリングによれば、人間は悪を行う自由をもっている、それが人間的自由の本質であり、もって人間をすべての存在者の頂点においている。これはキリスト教また西洋思想における「悪をしない自由」としての自由把握とは正反対にある。そのような自由が人間に可能である根拠として、シェリングは神の存在様態について考える（神はここで人間の存在根拠に他ならない）。神のうちには、神の部分であって神そのものではない「神のうちの自然」があり、神自身と対立している。自らを隠し閉ざそうとする神のうちの自然は、自らを現そうとする神自身にとっての「根底」(Grund) であって、生まれ出ようとする憧憬と隠れようとする力との二つの方向性が神のうちに相争う。神は、自身のうちなるこの対立を自ら克服し、愛をもってこれを覆う。かくして神とその被造物は顕れ出る。そして被造物の頂点である人間のなかに、この目もくらむ対立は自由の可能性として再び現れてくるのである。
ここでシェリングは、彼がそれまで積極的に肯定してこなかった神の人格性を強く主張している。また、いまやシェリングにとって、必然性と自由の対立は、同一期においてそうであったように、たんに絶対者において、したがって本質においては無差別である観念的対立とはいわれていない。実在するもののうちにたしかに対立はあって、その対立を可能にする場とそのありよう、さらにはそのような対立を超えるものの可能性が、いまや問題とされてくるのである。
『自由論』は、シェリングがフリードリヒ・クリストフ・エーティンガーおよびカトリック神学者フランツ・フォン・バーダーを介して知ったヤーコプ・ベーメの思想に大きく影響されているといわれる。『自由論』の術語「神のうちの自然」「根底」「無底（底なし）」はベーメの用語法に由来する。シェリングは神秘思想には比較的好意的で、すでに同一哲学期から新プラトン主義との近親性も指摘されている（『ブルーノ』など）。また1812年の未発表の対話篇『クラーラ』では、エマヌエル・スヴェーデンボリの思想を好意的に紹介している。しかしシェリングはあくまでも神秘主義を全肯定しているのではなく、悟性的・論弁的理性主義が把握できない前理性的ないし非合理なものを神秘思想家が保持していることを評価し、しかし同時に、そのような表現自体は哲学の立場からみて限界があると考えていた。
シェリングは『世界諸世代』（未完）をはじめとする未刊行草稿の著述に努めるとともに、いくつかの講義を行っている。シュトゥットガルト私講義、エアランゲン講義などは、この時期のシェリングの体系を知る上で重要な意義をもつ。この時期、シェリングは『自由論』の思想を発展させ、神そのものの生成と自己展開の歴史としての世界叙述という壮大な構想に取り組んでいた。『世界諸世代』は世界の歴史をその原理である神の歴史として「神になる前の神」である「プリウス」(Prius) から説き起こす試みであり、過去・現在・未来の三部構成からなる予定であったが、実際に書かれたのは過去篇だけであった。過去篇の草稿は複数あることが現在知られている。いわば挫折したこの構想は、しかし後期哲学の『神話の哲学』『啓示の哲学』へとつながっていく。　 
1841年に、ヘーゲルの死後空席となったベルリン大学哲学教授として招聘され、同地で『啓示の哲学』等を講じた。シェリングは保守的な思想家と考えられており、ヘーゲル主義者による急進的思想に対するいわば防壁となることをプロイセン王家は期待していたと考えられている。しかし思想界では実証科学が隆盛に向かい、ヘーゲル主義哲学が広まっていた当時のベルリンの思想界に、シェリングは実質的な影響を与えなかった。彼の『啓示の哲学』をフリードリヒ・エンゲルスとセーレン・キェルケゴールが聴講していたことが知られているが、二人とも、違った観点から失望を表明している。キェルケゴールの失望に関しては、キェルケゴールが関心をもっていたのは人間の実存であるが、シェリングの関心は神の実存にのみあった、とも評される。
シェリングの後期思想は、同時代人にはほとんど理解者をもたず、ベルリンの彼の講義にはほとんど聴講者がいなかった。その後期思想が評価されるのは、ほぼ100年を待たねばならない。

## テキスト

### 主要著作
- 『悪の起源について』（1792年）
- 『神話について』（1793年）
- 『哲学の諸形式』（1794年）
- 『自我について』（1795年）
- 『自然哲学についての諸考案』（1797年）
- 『世界霊について』（1797年）
- 『超越論的観念論の体系』（1800年）
- 『私の哲学体系の叙述』（1801年）
- 『ブルーノ』（1802年）
- 『芸術の哲学』（1802 - 1803年、講義）
- 『哲学と宗教』（1804年）
- 『全哲学、とりわけ自然哲学の体系』（1804年、遺稿）
- 『造形芸術の自然への関係』（1807年、講演）
- 『人間的自由の本質について』（1809年）
- 『世界諸世代』（1811年、遺稿、他にいくつか改稿された版がある）
- 『クラーラ』（1812年）
- 『サモトラケの神々について』（1815年、講演）
- 『神話の哲学』（1842年、講義）
- 『啓示の哲学』（1854年、講義）

### 刊行状況
シェリングの著作中、生前に刊行されたのは、1809年の『自由論』が最後。死後に、著述の一部は息子K.A.シェリングにより編集され、コッタ書店より全集として出版された。これは生前刊行された著作と一部の講義録からなっていた。
この息子版「全集」を、20世紀半ば、シュレーターが再編集し、配列を変えた上でファクシミリ版を出版した。さらにこれに基づき一部を収録する形でシェリングの著作集がズーアカンプ文庫から出版された。
20世紀後半になり「全集」に収録されていなかった『世界諸世代』などの草稿が、単行本の形で出版された。
現在、バイエルンアカデミー監修・企画により、著作・書簡・草稿等からなる決定版全集が、長期間かけ刊行中である。本全集の出版計画から、後の刊行予定とされた重要な草稿（『ティマイオス草稿』など）は、単行本の形で出版され、また旧東独側に所蔵されていたベルリン時代の草稿の整理も、統一以降の1990年代より積極的に進んでいる。

#### 主な日本語訳
1920年代から個別に著作が翻訳され、同一期から自由論まで著作大半の訳書がある。
- 『人間的自由の本質』 西谷啓治訳、岩波文庫
- 『学問論』 勝田守一訳、岩波文庫、各・重版
  - 新訳版『学問論』西川富雄、藤田正勝訳、2022年

網羅した全集等の出版はされていなかったが、同一期から後期を通観する下記が刊行中。
- 『新装版 シェリング著作集』全6巻・全12冊、文屋秋栄、2018年 -（3冊分が未刊）
旧版（京都・燈影舎、2006年 - 2011年）、4冊分刊

全5巻・全7冊予定だったが、上記版元に変更、新装再刊（全7冊）
- 『フィヒテ‐シェリング往復書簡』（ワルター・シュルツ解説／座小田豊・後藤嘉也訳、法政大学出版局 叢書・ウニベルシタス、1990年）
- 『世界の名著 フィヒテ　シェリング』（岩崎武雄責任編集、中央公論社）
茅野良男訳「ブルーノ」、渡辺二郎訳「人間的自由の本質」、岩崎武雄訳「哲学的経験論の叙述」

- 高橋昌久訳『サモトラキの神々』「マテーシス古典翻訳シリーズ」京緑社、2024年

## 文献情報
- 高橋明彦「シェリングにおける分裂」『Stufe』第4号、上智大学大学院STUFE刊行委員会、1984年10月、33-48頁、ISSN 02852551、NAID 120005879697。